# Temple mormon de Guadalajara
Le temple mormon de Guadalajara est un temple de l’Église de Jésus-Christ des saints des derniers jours situé à Zapopan, dans l’État de Jalisco, au Mexique. Il a été inauguré le 29 avril 2001.